# 雷达尔·滕斯贝格
雷达尔·滕斯贝格（挪威語：Reidar Tønsberg，1893年3月23日—1956年3月12日），挪威男子竞技体操运动员。他曾代表挪威获得1920年夏季奥运会体操比赛男子团体自由式银牌。他于1956年在奥斯陆去世。